# Ingerophrynus macrotis
Ingerophrynus macrotis là một loài cóc trong họ Bufonidae. Loài này có ở Campuchia, Ấn Độ, Lào, Malaysia, Myanma, Thái Lan, Việt Nam, và có thể Trung Quốc. Các môi trường sống tự nhiên của chúng là các khu rừng khô nhiệt đới hoặc cận nhiệt đới, rừng ẩm đất thấp nhiệt đới hoặc cận nhiệt đới, các khu rừng vùng núi ẩm nhiệt đới hoặc cận nhiệt đới, vùng đất ẩm có cây bụi nhiệt đới hoặc cận nhiệt đới, và đầm nước ngọt có nước theo mùa.